# Uladsislau Hantscharou
Uladsislau Alehawitsch Hantscharou (belarussisch Уладзіслаў Алегавіч Ганчароў; englisch Uladzislau Hancharou; * 2. Dezember 1995 in Wizebsk) ist ein belarussischer Trampolinturner und Olympiasieger.

## Erfolge
Hantscharou begann im Alter von sechs Jahren mit den Trampolinturnen und gab 2012 sein Debüt im Weltcup. 2014 erzielte er seine ersten bedeutenden Erfolge, als er in Guimarães Europameister im Einzel wurde und die Bronzemedaille mit der Mannschaft holte. Bei den Weltmeisterschaften in Daytona Beach wurde er Vizeweltmeister im Synchronturnen und Dritter im Einzel. Im Jahr darauf gewann er bei den Europaspielen jeweils im Einzel und im Synchronturnen Silber. Im gleichen Jahr wurde er erneut Vizeweltmeister, diesmal sowohl im Synchronturnen als auch im Einzel. Mit der Mannschaft belegte er den dritten Platz. Sein größter Erfolg erzielte er schließlich 2016 mit dem Olympiasieg in Rio de Janeiro. 2017 und 2018 wurde er im Synchronturnen Weltmeister. 2019 gewann er bei den Europaspielen in Minsk Gold im Einzel. Drei Jahre später verpasste Hantscharou bei den im Juli und August 2021 stattfindenden Olympischen Spielen 2020 in Tokio als Vierter einen weiteren Medaillengewinn.